# Paziente di Metz
Paziente di Metz (fl. IV secolo) è stato un vescovo franco.
Fu il quarto vescovo di Metz. È venerato come santo dalla Chiesa cattolica.

## Biografia
Resse la diocesi all'inizio del IV secolo, secondo la tradizione per quattordici anni. I suoi resti furono collocati nella chiesa dei Santi Apostoli fuori Metz, diventata in seguito l'abbazia di sant'Arnolfo.